# Leon Alter (nauczyciel)
Leon Alter (ur. 20 października 1880 w Mławie, zm. 13 stycznia 1963 w Warszawie) – polski działacz komunistyczny, nauczyciel-socjolog.

## Życiorys
Po ukończeniu w 1900 warszawskiej Szkoły Realnej im. Pankiewicza wyjechał do Paryża, gdzie uczył się w Écoles des Sciences Politiques. Ukończył ją w 1905 i powrócił do Warszawy, gdzie przystąpił do SDKPiL. Był współzałożycielem szkoły Zrzeszenia Nauczycieli, nauczał w szkołach średnich do 1917. Aresztowany przez Niemców, był więziony w Lubaniu i Havelbergu, w 1918 oswobodzony uczestniczył w powstaniu Komunistycznej Partii Polski. 
Od 1919 był referentem, a od 1924 kierownikiem wydziału do spraw wychodźstwa żydowskiego, który działał w Państwowym Urzędzie Emigracyjnym przy Ministerstwie Pracy i Opieki Społecznej. W 1924 został dyrektorem Towarzystwa Opieki nad Emigrantami HIAS i pełnił tę funkcję do 1939, kiedy to wyjechał do Francji, a następnie przez Portugalię do Brazylii i Stanów Zjednoczonych. 
Do Polski powrócił w styczniu 1946 i ponownie kierował HIAS, w 1950 został referentem w Ministerstwie Żeglugi. Po przejściu na emeryturę w 1958 zajął się publicystyką polityczną i społeczną. W 1960 został odznaczony Krzyżem Oficerskim Orderu Odrodzenia Polski.
Pochowany na cmentarzu Wojskowym na Powązkach w Warszawie (kwatera 28BII-9-14).